# 和你女友分手，我無聊了
《和你女友分手，我無聊了》（原名：Break Up With Your Girlfriend, I’m Bored，风格化全小写）是美国歌手亞莉安娜·格兰德录制的一首歌曲，收录于她的第五张录音室专辑《謝謝，下一位》（2019年）。歌曲由歌手本人、沙凡·科提查、坎迪·伯勒斯、凯文·布里格斯以及马克斯·马丁和伊利亚·萨尔曼扎德共同创作，爱莉安娜还是配唱制作人。歌曲节录了由超級男孩演唱的歌曲 《It Makes Me Ill》。歌曲于2019年2月8日，专辑发行的同一天，作为专辑的第三首主打单曲由聯眾唱片推出。由汉娜·勒克斯·戴维斯执导的音乐视频也在同一天播出。

## 背景和发行
在2019年1月22日，公布《和你女友分手，我無聊了》加入专辑《謝謝，下一位》的曲目列表中。代替原有的歌曲《Remember》，因为爱莉安娜觉得歌曲太过私密不适合发行。在2019年1月23日歌曲的片段上传到Instagram。2月5日，专辑发行的前三天，爱莉安娜宣布该歌曲将为第三首主打单曲。

## 音乐视频
音乐视频与专辑发行同一天播出，由汉娜·勒克斯·戴维斯执导，并且有美剧河谷鎮的演员查尔斯·梅尔顿客串。视频中爱莉在一场派对中，遇到了一对情侣，情侣中的女孩和爱莉非常相似，拆散他们后与那名女孩亲昵在一起，那名女孩是映射了当初恋爱中的爱莉，在脱离感情后更爱惜自己。杂志《告示牌》把该视频称作是“一则性感且有格调的宣传片，爱莉主宰着派对，在好莱坞山豪宅里秀出她最美的样子。”该豪宅还是知名取景地，例如查理·普斯的《Attention》和赛琳娜·戈麦斯的《Hands to Myself》都在该地拍摄过。

## 曲目列表
- 7寸黑胶 – 盒式录音带[8]

1. 《Break Up With Your Girlfriend, I'm Bored》（explicit） – 3:10
2. 《Break Up With Your Girlfriend, I'm Bored》（edited） – 3:10

## 发行历程
| 地区 | 日期          | 形式                             | 厂牌     | 参文   |
| ---- | ------------- | -------------------------------- | -------- | ------ |
| 部分 | 2019年3月8日  | 数字下载 流媒体                  | 聯眾唱片 | [ 9 ]  |
| 美国 | 2019年2月12日 | 當代流行電台                     | 聯眾唱片 | [ 10 ] |
| 美国 | 2019年4月     | 7寸黑胶 盒式录音带 （ 英语 ： Cassette single） | 聯眾唱片 | [ 8 ]  |